# Bni Salah
Bni Salah (franska: Bni Salah (CR), Bni Salah (Commune Rurale), arabiska: تلمبوط) är en kommun i Marocko.   Den ligger i provinsen Chefchaouen och regionen Tanger-Tétouan-Al Hoceïma, i den nordöstra delen av landet, 190 km nordost om huvudstaden Rabat. Antalet invånare är 9 662.